# Sylvie Van Brabant
Sylvie Van Brabant est une réalisatrice et productrice canadienne francophone, née en 1951 à Saint-Paul-des-Métis, en Alberta. Elle s'établit à Montréal, au Québec, où elle cofonde Les Productions du Rapide-Blanc en 1984,. Cinéaste engagée, sa carrière alterne entre la réalisation et la production de films d'auteur visant non seulement à initier des changements sociaux, mais à défendre et démocratiser le documentaire québécois,.

## Biographie

### Les débuts
Franco-albertaine, c'est dans sa province d'origine qu'elle réalise son premier moyen métrage documentaire, C'est l'nom d'la game (1977), où elle décrit l'état de sous-développement culturel de la communauté francophone de Saint-Vincent, fondée au début du XXIe siècle.
Elle s'installe ensuite au Québec et y coréalise Depuis que le monde est monde (1981) avec Louise Dugal et Serge Giguère. Né de son expérience personnelle (elle était enceinte de sa fille au moment d'amorcer la réalisation), Depuis que le monde est monde traite de l'accouchement au Québec au tournant des années 1980. Sylvie Van Brabant dit au sujet du documentaire : « Je n'ai pas eu besoin de dire qu'est-ce que je pensais des conditions d'accouchement à l'époque. J'ai juste eu à les montrer. ». Destiné à l'action sociale, le film a contribué à faire évoluer la situation dans les hôpitaux québécois en prônant une approche plus sensible. La réalisatrice enchaîne avec un court métrage documentaire, Le doux partage (1982), coréalisé par Serge Giguère, film utilitaire abordant les bienfaits de l'allaitement maternel.
Réalisés en 1986 et produits par l'Office national du film du Canada, ses deux films suivants, Nuageux avec éclaircies et Ménotango, abordent la question de la ménopause et constituent, selon les dires de la cinéaste, une sorte de diptyque.

### Les Productions du Rapide-Blanc
En parallèle à son travail de réalisatrice, Sylvie Van Brabant fonde, avec Serge Giguère, Les Productions du Rapide-Blanc. La société de production emprunte son nom au titre d'une chanson d'Oscar Thiffault, artiste populaire auquel Giguère consacre le documentaire Oscar Thiffault (1987), produit par Van Brabant. Si Van Brabant devient alors de plus en plus active à titre de productrice—en plus des films de Serge Giguère, elle produit notamment les films de Fernand Bélanger (Le trésor archange, 1996) et d'Ève Lamont (Squat!, 2002; L'imposture, 2010; Le chantier des possibles, 2016, etc.) et Parfaites (2016) de Jérémie Battaglia—elle poursuit toutefois son travail de réalisatrice.

### Les films de la maturité
En 1990, elle termine Remous, documentaire de long métrage dans lequel elle explore les séquelles de divers traumas sur la santé des femmes, cherchant la voie de la guérison dans la spiritualité autochtone et l'approche médicinale holistique. Elle enchaîne avec un court métrage de commande, Quelle pilule! (1990), abordant le problème de surconsommation de médicaments chez les ainés. En 1994, elle signe Mon amour my love, un moyen métrage qui lui permet de renouer avec ses origines franco-canadiennes: en Acadie et au Manitoba, elle recueille les témoignages de quelques familles issues de mariages mixtes francophone/anglophone. Elle enchaîne avec un documentaire réalisé en anglais pour la CBC, The Last Trip, dans lequel elle revient sur le pacte de suicide de quatre adolescents. Son long métrage suivant, Seul dans mon putain d'univers (1997), s'inscrit dans la continuité de constitue de The Last Trip, puisqu'il s'agit d'une plongée dans la réalité trouble de quatre adolescents placés en Centre jeunesse en raison de leurs problèmes de toxicomanie. La réalisatrice y déploie une esthétique largement inspirée par la grande époque du cinéma direct. L'engagement civique intense qui caractérise son approche offre l'occasion aux jeunes protagonistes de jeter un regard lucide sur leur propre condition.
Le moyen métrage Arjuna (1999), dans lequel elle s'intéresse à Arjuna Glezos, un jeune peintre atteint de trisomie, est l'occasion pour la réalisatrice de revenir à ses préoccupations pour les questions liées à la santé. En 2001, elle coréalise avec Claude-André Nadon le moyen métrage documentaire Un Everest de l'intérieur, qui retrace l'expédition de quatre Québécois qui tentent, sans Sherpa ni oxygène, l'ascension de la face nord de l'Everest. Le film remporte le grand prix au Festival international du film de montagne d'Autrans.
En 2009, Sylvie Van Brabant termine le long métrage documentaire Visionnaires planétaires, qui adopte une posture environnementaliste en donnant la parole à « ceux qui sont dans l'action plutôt que dans la contestation ». Le film est construit autour du jeune activiste Mikael Rioux, qui accompagne la cinéaste à la rencontre de la récipiendaire prix Nobel de la paix Wangari Maathai, du biologiste John Todd et de plusieurs autres grandes figures de l'action environnementale.

## Filmographie sélective

### En tant que réalisatrice
- 1977 : C'est l'nom d'la game (moyen métrage)
- 1978 : C’t enfant-là (moyen métrage)
- 1981 : Depuis que le monde est monde, coréalisé avec Louise Dugal et Serge Giguère (également monteuse)
- 1982 : Le doux partage (court métrage), coréalisé avec Serge Giguère
- 1986 : MénoTango (court métrage)
- 1988 : Nuageux avec éclaircies (court métrage)
- 1990 : Remous
- 1990 : Quelle pilule! (court métrage) (également scénariste)
- 1994 : Mon Amour my love (moyen métrage) (également scénariste)
- 1996 : The Last Trip (moyen métrage)
- 1997 : Seul dans mon putain d'univers
- 1999 : Arjuna (moyen métrage) (également recherchiste et scénariste)
- 2001 : Un Everest de l'intérieur (moyen métrage), coréalisé avec Claude-André Nadon (également scénariste)
- 2003 : Sur les traces de Riel (moyen métrage) (également scénariste)
- 2004 : L'École du cirque (série télévisée en 5 épisodes)
- 2009 : Visionnaires planétaires (également recherchiste et scénariste)
- 2020 : Au cœur de Cité Mémoire, coréalisé avec Janice Zolf

### En tant que productrice
- 1981 : Depuis que le monde est monde de Louise Dugal, Serge Giguère et elle-même
- 1987 : Oscar Thiffault (moyen métrage) de Serge Giguère
- 1991 : Le roi du drum (moyen métrage) de Serge Giguère
- 1995 : Baby Business (moyen métrage) de Judy Jackson, coproduit avec Barrie Howells et Don Haig
- 1995 : 9, Saint-Augustin (moyen métrage) de Serge Giguère, coproduit avec Nicole Lamothe et Yves Rivard
- 1996 : Le trésor archange de Fernand Bélanger
- 1997 : Seul dans mon putain d'univers d'elle-même, coproduit avec Lucie Lambert et Nicole Lamothe
- 2001 : Un Everest de l'intérieur (moyen métrage) de Claude-André Nadon et elle-même, coproduit avec Nicole Hubert et Yves Bisaillon
- 2003 : Sur les traces de Riel (moyen métrage) d'elle-même, coproduit avec Nicole Hubert
- 2004 : K2 Journal vertical (moyen métrage) de Claude-André Nadon, coproduit avec Katerine Giguère
- 2005 : Josef's Daughter (moyen métrage) d'Ilana Linden
- 2005 : L'île aux fleurs (moyen métrage) de Katerine Giguère, coproduit avec Katerine Giguère
- 2005 : Pas de pays sans paysans d'Ève Lamont, coproduit avec Nicole Hubert et Colette Loumède
- 2006 :  Survivre (moyen métrage) de Francine Tougas
- 2006 : À force de rêves de Serge Giguère, coproduit avec Nicole Hubert et Colette Loumède
- 2009 : Visionnaires planétaires d'elle-même, coproduit avec Marie-France Côté et Patricia Bergeron
- 2010 : On ne mourra pas d'en parler de Violette Daneau, coproduit avec Claude Cartier
- 2010 : Chercher le courant de Nicolas Boisclair et Alexis de Gheldere, coproduit avec Denis McCready et Francine Tougas
- 2010 : L'imposture d'Ève Lamont, coproduit avec Nicole Hubert
- 2012 : Le Nord au cœur de Serge Giguère, coproduit avec Nicole Hubert
- 2013 : Le monde d’Adrien (court métrage) de Katerine Giguère, coproduit avec Katerine Giguère
- 2014 : Anticosti: La chasse au pétrole extreme de Dominic Champagne, coproduit avec Dominic Champage
- 2014 : Le Mystère Macpherson de Serge Giguère, coproduit avec Nicole Hubert et Colette Loumède
- 2015 : Le commerce du sexe d'Ève Lamont, coproduit avec Nicole Hubert et Nathalie Cloutier
- 2016 :  Parfaites de Jérémie Battaglia, coproduit avec Amélie Lambert Bouchard
- 2016 : Le chantier des possibles d'Ève Lamont, coproduit avec Amélie Lambert Bouchard
- 2017 : Algo, Polly et Turcot (court métrage) d'Alexandre Sheldon, coproduit avec Amélie Lambert Bouchard
- 2018 : Les lettres de ma mère de Serge Giguère, coproduit avec Amélie Lambert Bouchard
- 2018 :  Entre mer et Mur de Catherine Veaux-Logeat, coproduit avec Amélie Lambert Bouchard
- 2019 : HAK_MTL d'Alexandre Sheldon, coproduit avec Amélie Lambert Bouchard
- 2019 : Histoires de vélos d'Étienne Langlois et Pauline Cordier, coproduit avec Amélie Lambert Bouchard
- 2019 : Le monde selon Amazon d'Adrien Pinon et Thomas Lafarge, coproduit avec Valérie Montmartin
- 2020 : Au cœur de Cité Mémoire de Janice Zolf et Sylvie Van Brabant, coproduit avec Janice Zolf
- 2021 : La cité des autres de Justice M. Rutikara, coproduit avec Amélie Lambert Bouchard et Sonia Despars
- 2021 : La coop de ma mère d'Ève Lamont, coproduit avec Amélie Lambert Bouchard
- 2023 : Greyland d’Alexandra Sicotte-Levesque, coproduit avec Alexandra Sicotte-Levesque
- 2023 : L'école autrement d'Érik Cimon, coproduit avec Amélie Lambert Bouchard
- 2023 : Émilienne et le temps qui passe de Coralie Lemieux-Sabourin, coproduit avec Élodie Pollet
- 2023 : Après la Romaine de Nicolas Boisclair et Alexis de Gheldere, coproduit avec Amélie Lambert Bouchard
- 2023 : Chip Chip Chopin par Desjardins de Richard Desjardins, coproduit avec Amélie Lambert Bouchard

## Distinctions

### Récompenses
- Festival international de films et de vidéos de femmes de Montréal 1990 : Meilleur documentaire pour Remous[1]
- Rendez-vous du cinéma québécois 1988 : Prix André-Leroux de l'AQCC du meilleur moyen métrage québécois pour Oscar Thiffault de Serge Giguère[14]
- Festival de Banff 1988 : Mention honorable pour Oscar Thiffault[1]
- Rendez-vous du Cinéma québécois 1991 : Prix André-Leroux de l'AQCC du meilleur moyen métrage québécois pour Le roi du drum de Serge Giguère[14]
- Prix Gémeaux 1993 :
  - Meilleure recherche dans la catégorie série d'information, affaires publiques, documentaires toutes catégories ou spécial d'information, pour Le roi du drum
  - Meilleure direction photographique dans un film, toutes catégories, pour Le roi du drum[15]
- Rendez-vous du cinéma québécois 1995 : Prix André-Leroux de l'AQCC du meilleur moyen métrage québécois pour 9, St-Augustin de Serge Giguère[16],[14]
- Festival international canadien du documentaire Hot Docs 1996 : Mention spéciale pour The Last Trip[17]
- Festival international du multimédia et de la vidéo santé 1999 : Prix Fernand-Séguin pour Seul dans mon putain d'univers[1]
- Festival international du multimédia et de la vidéo santé 2000 : Prix Fernand-Séguin du meilleur vidéo pour Arjuna[1],[18]
- 2001 – Prix Galaxi de l’Association canadienne des télévisions par le câble pour Un Everest de l'intérieur, coréalisé avec Claude-André Nadon[19]
- Festival d’Autrans 2002 : Grand prix documentaire pour Un Everest de l'intérieur[19]
- Prix Jutra 2007 : Meilleur documentaire pour À force de rêves de Serge Giguère[20],[21]
- Festival international canadien du documentaire Hot Docs 2007 : Prix spéciale du jury dans la catégorie « Meilleur long métrage canadien » pour À force de rêves[21]
- Festival Planet in focus de Toronto 2009 : Meilleur long métrage canadien pour Visionnaires planétaires[22]
- Festival du Film de Sept-Îles 2010 : Meilleur documentaire pour Visionnaires planétaires[23]
- Festival de Films de Portneuf sur l’environnement 2010 : Prix du Public pour Visionnaires planétaires[23]
- Reykjavik International Film Festival 2010 : Prix du RIFF pour l’Environnement pour Visionnaires planétaires[24]
- Rencontre internationales du film documentaire de Montréal (RIDM) 2010 : Prix du Public et mention spéciale Écocaméra pour Chercher le courant de Nicolas Boisclair et Alexis de Ghelder[25]
- Festival du Film de Sept-Îles 2011 : Meilleur documentaire pour Chercher le courant[25]
- Prix Gémeaux 2012 : Meilleur documentaire dans la catégorie « Société » pour Chercher le courant[26]
- Prix Jutra 2015 : Meilleur long métrage documentaire pour Le Mystère Macpherson de Serge Giguère[27]
- Gala Québec Cinéma 2019 :
  - Meilleur montage pour Les lettres de ma mère de Serge Giguère
  - Meilleur montage pour Les lettres de ma mère[28]

### Nominations et sélections
- Rendez-vous du Cinéma québécois 1998 : Meilleur long métrage canadien pour Seul dans mon putain d'univers
- 1998 – Prix M. Joan Chalmers du meilleur film ou vidéo documentaire canadien pour Seul dans mon putain d'univers
- Festival Présence autochtone 2003 : Meilleur documentaire pour Sur les traces de Riel[29]
- Prix Gémeaux 2010 : Meilleur documentaire dans la catégorie « Nature et science » pour Visionnaires planétaires[30]
- Festival du nouveau cinéma de Montréal 2010 : Sélection « Compétition officielle » pour Visionnaires planétaires[31]
- Festival international du film documentaire d'Amsterdam 2010 : Sélection « Compétition officielle » pour Visionnaires planétaires[22]